# Philippe de Noailles
Pour les autres membres de la famille, voir Maison de Noailles.
Philippe de Noailles, comte de Noailles, prince de Poix (1729), duc de Mouchy (1747), né le 27 décembre 1715 à Paris où il est mort guillotiné le 27 juin 1794, est un officier français, élevé à la dignité de maréchal de France en 1775.

## Famille
Philippe de Noailles (dit Mouchy) est le fils cadet d'Adrien Maurice de Noailles (1678-1766), 3e duc de Noailles, maréchal de France, et de la duchesse Françoise Charlotte d'Aubigné (1684-1739), nièce et héritière de Madame de Maintenon. Il est le frère cadet de Louis de Noailles (1713-1793), qui deviendra maréchal de France le même jour que lui.
Il épouse le 19 novembre 1741 Anne-Claude-Louise d'Arpajon (1729-1794) (par contrat passé devant Hachette, notaire à Paris). Ils ont en tout six enfants, une fille, trois fils morts en bas âge et deux autres qui ont été députés aux États généraux de 1789 :
1. Louise-Charlotte de Noailles (1745-1832), dame du palais des reines Marie Leszczynska et Marie-Antoinette d'Autriche, mariée en 1760 avec Emmanuel-Céleste de Durfort (1741-1800), duc de Duras ;
2. Charles-Adrien de Noailles (né et mort en 1747), prince de Poix ;
3. Louis-Philippe de Noailles (1748-1750), prince de Poix ;
4. Daniel-François-Marie de Noailles (1750-1752), marquis de Noailles puis prince de Poix ;
5. Philippe-Louis de Noailles (1752-1819), prince-duc de Poix et duc de Mouchy , député de la noblesse des bailliages d'Amiens et de Ham aux États-généraux de 1789 ;
6. Louis-Marc-Antoine de Noailles (1756-1804), vicomte de Noailles, député de la noblesse du bailliage de Nemours aux États-généraux de 1789.

## Titres nobiliaires
Titré à la naissance comte de Noailles, Philippe de Noailles hérite en 1729 de sa tante, Marguerite-Thérèse Rouillé de Meslay, duchesse de Richelieu, la principauté de Poix. En 1747, il reçoit de Philippe V le titre espagnol de duc de Mouchy, sous lequel il est connu. En 1765, le titre de principauté est confirmé à sa terre de Poix par le Louis XV et un titre de duc de Poix lui est conféré en 1767 (titre de duc à brevet d'honneur, en principe non transmissible). 
Grand d'Espagne de 1re classe le 20 janvier 1741, il devient chevalier de l'ordre royal et militaire de Saint-Louis le 11 avril 1743, chevalier de l'ordre de la Toison d'or le 27 mai 1746 et chevalier de l'ordre du Saint-Esprit le 7 juin 1767.

## Biographie

### Premières charges à la cour
Le 11 juin 1720, Philippe de Noailles , âgé de cinq ans, est nommé « capitaine et gouverneur de la ville [de Versailles] et des chasteaux de Versailles, Marly et dépendances » et « capitaine des chasses [des] parcs dépendans desdits lieux », en survivance de Louis Bloin, qui mourut en 1729. Après la mort de Bloin, il devient gouverneur en titre le 11 novembre 1729, mais du fait qu'il est mineur, c'est son père qui assure les fonctions. Devenu majeur en 1740, Philippe de Noailles exerce la gouvernance effective à partir de cette date et jusqu'en 1778.

### Carrière militaire et diplomatique (1729-1759)
Il entre à quatorze ans dans une compagnie de mousquetaires et va participer à de nombreuses campagnes du règne de Louis XV, se signalant en de nombreuses occasions par sa bravoure et son sang-froid.
Pendant la guerre de Succession de Pologne, il participe au siège de Kehl (1733) alors qu'il n'a que de seize ans. En mars 1734, il reçoit une commission de colonel du régiment de Dauphiné.
Pendant la guerre de Succession d'Autriche (1740-1748), il est promu brigadier le 20 février 1743, maréchal de camp en mai 1744 et lieutenant général le 10 mai 1748. Il s'illustre particulièrement à Hickelsberg en Bavière (1742), sauvant l'armée française de la déroute ; à Dettingen (1743), il a deux chevaux tués sous lui, et à Fontenoy (1745), il charge la colonne anglaise à la tête d'une brigade de cavalerie.
En 1746, il accompagne son père lors de son ambassade en Espagne. Il y reçoit son titre de grand d'Espagne de 1re classe avec le titre de duc de Mouchy. En 1755, Louis XV lui confie une mission diplomatique auprès du roi de Sardaigne (Sardaigne, Piémont et Savoie), puis auprès de la cour de Parme. 
Philippe de Noailles quitte le service militaire en 1759, au cours de la guerre de Sept Ans (1757-1763). Il est élevé à la dignité de maréchal de France le 24 mai 1775, sans avoir jamais commandé en chef une armée importante, mais en ayant montré des capacités militaires supérieures à celles de son frère Louis, nommé le même jour.

### Carrière civile (1759-1786)
Le 2 février 1767, il est fait chevalier des Ordres du Roi.
Il organise plusieurs voyage de l'Infante, Madame Elisabeth, vers Parme. Son épouse, la duchesse de Mouchy, est nommée dame d'honneur de la reine Marie Leczinska, puis de la dauphine, puis, après la mort de Louis XV, première dame d'honneur de la reine (« Madame Étiquette »). Le duc et la duchesse de Mouchy (1747-1766) puis de Noailles, occupent donc une position éminente à la cour de Louis XVI, jusqu'à la démission de la duchesse après la nomination de la princesse de Lamballe comme surintendante de la Maison de la Reine. En 1770, il est chargé par Choiseul, alors principal ministre, d'aller accueillir à Strasbourg Marie-Antoinette d'Autriche, future reine de France, ce qu'il fait accompagné de son épouse et de leur fils, le prince de Poix. 
En 1775, prenant la succession du maréchal de Richelieu, il reçoit le gouvernement de la Guyenne, où il manifeste ses qualités de rigueur dans les usages et de charité. Il conserve cette fonction jusqu'en 1786.

### La période révolutionnaire (1787-1794)
En 1787-1788, il est membre de l'assemblée des notables, mais, affaibli par l'âge, s'abstient de participer à ses travaux.
Après les événements de 1789, contrairement à un certain nombre de nobles, il reste en France, s'efforçant de protéger Louis XVI contre les assauts révolutionnaires, jusqu'à l'insurrection du 10 août 1792. Il se retire alors dans son château de Mouchy, puis y est arrêté et emprisonné à la prison du Luxembourg. Pris dans la prétendue conspiration des prisons, il est condamné à mort par le Tribunal révolutionnaire le 27 juin 1794, ainsi que son épouse, sa belle-sœur, Catherine de Cossé-Brissac, sa nièce, Henriette-Anne-Louise d'Aguesseau, et sa belle-fille, Anne-Louise-Dominique de Noailles, transféré à la Conciergerie, et emmené à la guillotine. Quelqu'un lui ayant lancé sur le chemin : « Courage, Monsieur le maréchal ! », il répond : « À quinze ans, j'ai monté à l'assaut pour mon roi ; à près de quatre-vingts, je monterai à l'échafaud pour mon Dieu. »

## Récapitulatif

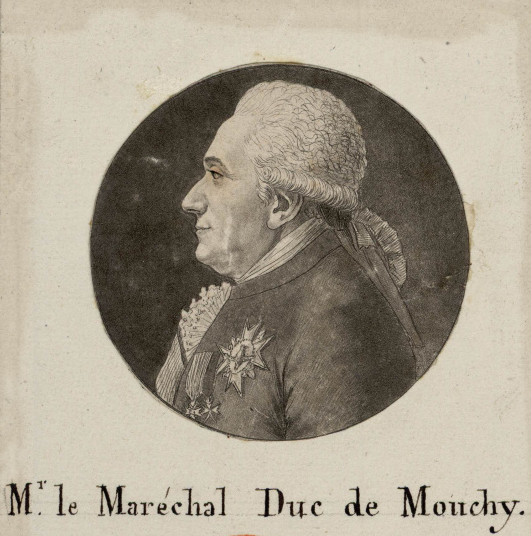

### Titres
- Comte de Noailles[4] ;
- 1er Duc de Poix (duc à brevet d'honneur, 1767) ;
- Baron d'Ambres[12] ;

 Royaume d'Espagne
- Grand d'Espagne de 1re classe (20 janvier 1741) ;
- 1er Duc de Mouchy (1747) ;

### Distinctions
| Chevalier du Saint-Esprit | Chevalier de la Toison d'or | Chevalier de Saint-Louis |

- Chevalier du Saint-Esprit (Versailles, 7 juin 1767)[4] ;
- Chevalier de la Toison d'or (ordre espagnol, 27 mai 1746) ;
- Chevalier de Saint-Louis (11 avril 1743) ;

### Armoiries
De gueules, à la bande d'or.